# Djinn (Spiel)
Djinn ist ein Kartenspiel der Spieleautoren Sen-Foong Lim und Jay Cormier, das 2018 bei HUCH! erschien. Bei dem Stichspiel geht es darum, Stiche zu bekommen und damit Aufgaben auf ausliegenden Höhlenkarten zu erfüllen.

## Hintergrund und Material
Das grundsätzliche Spielprinzip von Djinn entspricht dem anderer Stichspiele, es müssen also Stiche gewonnen werden. Die Stiche zählen jedoch nicht direkt als Punkte, sondern müssen dafür eingesetzt werden, Aufgaben auf ausliegenden Höhlenkarten zu erfüllen. Wer zuerst die tiefste Ebene der Höhlen erreicht, gewinnt das Spiel.
Das Spielmaterial besteht aus 
- 60 Schatzkarten mit Werten von 1 bis 15 in vier verschiedenen Farben,
- 18 Höhlenkarten mit Aufgaben in drei Schwierigkeitsgraden,
- 18 Djinnkarten auf Deutsch und Englisch (und weitere 18 auf Niederländisch und Französisch) sowie
- 8 Spielerplättchen in vier Spielerfarben.[1]

## Spielablauf
Zur Spielvorbereitung werden die Höhlenkarten nach den Schwierigkeitsgraden auf der Kartenrückseite sortiert und getrennt gemischt, danach werden untereinander je drei Karten mit der Bezeichnung „3“, „4“ und „5“ verdeckt ausgelegt. Die Schwierigkeitsgrade definieren im Spiel, wie viele Karten zum Erfüllen der Aufgaben benötigt werden, dabei müssen also aufsteigend erst 3, dann 4 und danach 5 Karten eingesetzt werden. Alle nicht ausgelegten Höhlenkarten werden für die aktuelle Runde aus dem Spiel entfernt. Jeder Spieler wählt eine Spielerfarbe und erhält die beiden entsprechenden Farbplättchen, von denen er eines vor sich und eines über die Höhlenkarten legt. Für jeden einzelnen Durchgang eines Spieles werden zu Beginn die Schatzkarten gemischt und an jeden Spieler werden je 8 Karten als Handkarten verteilt. Der Rest der Karten wird als verdeckter Stapel in die Tischmitte gelegt und die oberste Karte wird aufgedeckt, um die Trumpffarbe der Runde zu bestimmen. Auch die Djinnkarten werden gemischt und jeder Spieler erhält eine dieser Karten.
Beginnend mit dem Spieler links vom ersten Kartengeber, spielen alle Spieler im Uhrzeigersinn nacheinander pro Runde eine Karte in die Tischmitte aus. Dabei muss jeder Spiele nach Möglichkeit ebenfalls eine Karte der zuerst ausgespielten Farbe spielen (Bedienpflicht) oder, wenn er keine entsprechende Karte auf der Hand hat, eine Karte der Trumpffarbe (trumpfen) oder einer beliebigen Farbe zufügen (abwerfen). Haben einer oder mehrere Spieler in dem Durchgang einen Trumpf gespielt, gewinnt der Spieler mit dem höchsten Trumpf den Stich. Ist kein Trumpf im Spiel gewinnt der Spieler den Stich, der die höchste Karte der angespielten Farbe gespielt hat. Zudem darf jeder Spieler einmal pro Runde eine Djinnkarte ausspielen, die die Wertung zusätzlich verändern kann. Der Spieler, der den Stich bekommt, wählt daraus eine Karte aus, die er vor sich ablegen kann. Den Rest der Karten legt er auf den Ablagestapel, danach eröffnet er als Gewinner des Stichs den nächsten Stich.
Wenn alle acht Stiche der Spielrunde durchgespielt sind, kontrolliert jeder Spieler, ob er mit den gewonnenen Karten eine Aufgabe der in der obersten Reihe liegenden Höhlenkarten erfüllen kann. Die dafür benötigten Karten wirft derjenige ab und legt sein Spielerplättchen auf die entsprechende Höhlenkarte (dabei dürfen auch mehrere Spielerplättchen auf derselben Höhlenkarte liegen), alle anderen gewonnenen Stichkarten bleiben bei den Spielern. In den späteren Runden versucht der Spieler immer eine Aufgabe der Reihe unter seinem Spielplättchen zu erfüllen. Danach werden die Karten des Ablagestapels, der nicht genutzte Kartenstapel und die Trumpfkarte für die nächste Runde gemischt und neu verteilt. Alle Djinnkarten werden eingesammelt, ebenfalls gemischt und jeder Spieler bekommt eine neue Djinnkarte für die neue Runde.
Das Spiel endet nach der Runde, in der mindestens ein Spieler eine Aufgabe der untersten Reihe der Höhlenkarten erfüllt hat. Dieser Spieler gewinnt das Spiel und falls es in einer Runde mehrere Spieler gibt, die die unterste Ebene erreichen, gewinnt der Spieler mit den meisten bei ihm verbliebenen Schatzkarten. Sollte auch darin ein Gleichstand bestehen, gewinnt der Spieler mit der Schatzkarte mit dem höchsten Einzelwert.

## Ausgaben
Djinn wurde von den Spieleautoren Sen-Foong Lim und Jay Cormier entwickelt und erschien zur Nürnberger Spielwarenmesse 2018 bei dem Spielwarenverlag HUCH! in einer multilingualen Version auf Deutsch, Englisch, Französisch und Niederländisch.

## Belege
1. 1 2 3 4 5 6 7 8  Djinn Spielregeln, HUCH! 2018.
2. ↑  Versionen von Djinn bei boardgamegeek; abgerufen am 16. September 2018.